# Рошфор-Юг (кантон)
Рошфор-Юг (фр. Rochefort-Sud) — кантон во Франции, находится в регионе Пуату — Шаранта. Департамент кантона — Шаранта Приморская. Входит в состав округа Рошфор. Население кантона на 2006 год составляло 11 675 человек.
Код INSEE кантона 1722. Всего в кантон Рошфор-Юг входят 1 коммун, из них главной коммуной является Рошфор-Юг.

## Коммуны кантона
- Рошфор — население 11.675 чел.